# 叶和貴子
叶 和貴子（かのう わきこ、1956年4月23日 - ）は、日本の女優。本名、高松 和貴子。

## 来歴・人物
北海道函館市生まれ。中学・高校時代は陸上競技で活躍し、女子80mハードルで北海道記録をマークした。
1977年に桐朋学園短期大学音楽科を卒業後、ピンク・レディーや郷ひろみのバックコーラスを務めた。女優への転身のきっかけは、「和服の似合う美人女優」を探していた久世光彦に郷が叶を紹介したことによる。1980年にTBSのテレビドラマ『源氏物語』の紫の上役でデビューした。芸名の由来は「自分の可能性を試すデビューだから」ということで「可能」を「叶」に変えて付けたという説がある。最初に所属していた事務所はバーニングプロダクション。
1982年1月2日放映のテレビ朝日系土曜ワイド劇場『天国と地獄の美女 江戸川乱歩の「パノラマ島奇談」』（天知茂:主演 江戸川乱歩の美女シリーズ）で大胆なヌードを披露したほか、同時期にヌード写真集を上梓している。他にも子供向け特撮番組への出演や、自身のキャリアを生かした歌謡曲レコードの発売などの幅広い芸歴を持つ。
1991年に関節リウマチであることが判明、病状の悪化を受けて1997年にいったん芸能活動を休止し、治療に専念した。2000年に活動を再開。現在は、闘病経験をもとに健康をテーマにしたテレビ、ラジオのトーク番組出演や講演を中心とした活動を行っている。

## 出演

### 映画
- 夢一族 ザ・らいばる（1979年、東映） - 磯村波子
- 野菊の墓（1981年、東映） - 瞽女

### テレビ
ドラマ
- 欽ちゃんのどこまでやるの!?（斉藤清六とミニドラマに共演）
- 源氏物語（1980年） - 紫の上
- 雪姫隠密道中記 第18話「怒りの十手 -浜松-」（1980年8月2日、毎日放送 / S.H.P） - おえい
- 旅がらす事件帖（1980年、関西テレビ） - 小はん 役（13話まで）
- 銭形平次 第749話「平次忍術入門」（1981年、フジテレビ）
- 時代劇スペシャル/佐武と市捕物控（1981年 - 1982年、フジテレビ）
- 吉宗評判記　暴れん坊将軍 第153話「男が火花を散らすとき」（1981年） - おさよ
- 江戸を斬るVI 第17話「おゆきに惚れたいい男」（1981年6月8日） - おひろ
- 太陽戦隊サンバルカン 第39話（1981年、東映・テレビ朝日） - 川村みどり
- 水戸黄門（TBS / C.A.L）
  - 第12部 第23話「弥七を騙った悪い奴 -善光寺-」（1982年2月1日） - お絹
  - 第14部 第15話「仇討ち悲願化物まつり -鶴岡-」（1984年2月6日） - おとき
- 江戸川乱歩の美女シリーズ
  - 天知茂版 第17作「天国と地獄の美女」 江戸川乱歩の「パノラマ島奇談」（1982年） - 菰田千代子
  - 天知茂版 第21作「白い素肌の美女」 江戸川乱歩の「盲獣」（1983年） - 山野百合枝
  - 北大路欣也版　第3作「赤い乗馬服の美女」 江戸川乱歩の「何者」（1987年） - 結城志摩子
- 新・必殺仕事人 第31話「主水蜂にゴマする」（1982年、朝日放送・松竹） - 楠美津
- 女7人あつまれば（1982年 - 1983年、TBS） - 綾吉
- 宇宙刑事シリーズ(東映・テレビ朝日) - ミミー 
  - 宇宙刑事ギャバン（1982年 - 1983年） - 32～41話を除く
  - 宇宙刑事シャリバン（1983年 - 1984年） - 1、48～51話
  - 宇宙刑事シャイダー（1984年） - 1話のみ
- 遠山の金さん 第3話「御意見無用! 五人の女スリ」（1982年、東映・テレビ朝日） - おふく
- 栄花物語（1983年）
- 大奥 （関西テレビ）
  - 第2話「生みの母 育ての母」（1983年） - お静
  - 第50話「動乱に挑む女」（1984年） - おふく
- 大岡越前（TBS / C.A.L）
  - 第6部 第28話「女掏摸が越前の娘」（1982年9月13日） - おえん
  - 第7部 〜 第8部（1983 -1985年） - おけい
- 天才・神津恭介の殺人推理 高木彬光の刺青殺人事件（1983年、テレビ朝日）
- 土曜ワイド劇場
- 大豪邸に残された嫁と姑 銀座うしの時参り殺人（1984年2月18日、朝日放送） -ハツミ
- 団地殺人事件シリーズ 妻たちの危険な昼下り（1984年、TBS）
- 流れ星佐吉 第13話「千之助、幸わせ大芝居」（1984年、関西テレビ）
- 団地妻連続殺人事件 （1986年、フジテレビ） - 佑子
- みちのく離婚ツアー連続殺人（1986年、朝日放送、土曜ワイド劇場）- 藤村冴子
- 豪華サロンカー婚約ツアー殺人事件（1987年、テレビ朝日）
- 花ふぶき女スリ三姉妹シリーズ（1988年 - 1995年、テレビ朝日） - 花吹雪佳恵
- 翔んでる女西郷どん びんびんグルメ戦争（1990年、ABC）
- 男と女のミステリー「京都結婚指輪殺人事件」（1990年、フジテレビ） - 岸鮎子
- 次男次女ひとりっ子物語（1991年、TBS） - 神谷律子
- 京都妖怪地図・嵯峨野に生きた900歳の美人能面師·葵祭りにせつなく濡れて…（1991年）
- 銭形平次 第2シリーズ 第10話「まぼろしの女」（1992年、フジテレビ） - お由良
- 八甲田山殺人暮色 若妻はなぜ襲われたか? 青森行“はつかり5号”にトリックが…（1991年、テレビ朝日、土曜ワイド劇場）
- 新宿ラブストーリー事件簿 美人通い妻殺人!不倫エリート助教授の秘密（1992年） - 篠原美鈴

その他
- 山本直純のぴあのふぉる亭（アシスタント）
- 午後は○○おもいッきりテレビ（ゲストパネラー）

### ラジオ
- 野村邦丸のごきげん!二重丸◎（2002年 - 2005年、文化放送）

### CM
- 資生堂 サイモンピュア（1979年冬 - 1980年）
- 黄桜酒造（1982年からイメージキャラクター）
- 牛乳石鹸（赤箱）
- せんねん灸
- アサヒ緑健

## 作品

### シングル
1. 冬の蝶（1976年、センチュリー、7AC0002）
  - 作詞：なかにし礼 / 作曲・編曲：川口真

（c/w 愛していいかしら）
2. 女の四季（1983年、コロムビア、AH-364）
  - 作詞：なかにし礼 / 作曲・編曲：川口真

（c/w 私、お嫁にまいります）
3. 東京砂漠のかたすみで（1984年1月21日、コロムビア、AH-398）※共演：黒沢年雄
  - 作詞：なかにし礼 / 作曲：浜圭介 / 編曲：竜崎孝路

（c/w 真夜中のラブ・コール）
4. 誘い雲（1985年、コロムビア、AH-541）
  - 作詞・作曲：小椋佳 / 編曲：竜崎孝路

（c/w 北便り）
5. ふりふり（1988年3月17日、徳間ジャパン、7NCS-4011）※共演：五木ひろし
  - 作詞：阿久悠 / 作曲：三木たかし / 編曲：若草恵

（c/w できごころからまごころまで）※共演：五木ひろし
6. 棒の哀しみ（1994年10月21日、キャニオン、PCDA-646）※歌唱：山本譲二
（c/w 黄昏にふたり）※共演：山本譲二

### オリジナル・アルバム
1. 華麗なる叶和貴子の世界（1983年、センチュリー、28AL-0010）
2. わが名は待子（1984年、コロムビア、AF-7259）
3. 東京砂漠のかたすみで（1984年、コロムビア、AF-7305）※共演：黒沢年雄

## 書籍

### 写真集
- 叶和貴子（1983年2月、一世館、撮影：池谷 朗）ASIN B000J7FVNU
- 艶・叶和貴子（1985年12月、講談社〈別冊スコラ〉、撮影：藤井秀樹）ISBN 978-4061749221